# 巴郎山杓兰
巴郎山杓兰（学名：Cypripedium palangshanense），为兰科杓兰属下的一个植物种。